# Sphaenognathus gaujoni
Sphaenognathus gaujoni is een keversoort uit de familie vliegende herten (Lucanidae). De wetenschappelijke naam van de soort is voor het eerst geldig gepubliceerd in 1885 door Oberthür.